# Nu-disco
El nu-disco es un subgénero de música dance que surgió a mediados de los 2000 siendo este una reinterpretación electrónica de la musica disco, funk y soul de las décadas de los años 1970 y 1980 , mezclando así técnicas de producción modernas, influenciadas de la música house, como también elementos imprescindibles de la música disco.
El término apareció en una imprenta en 2002[cita requerida], y a mediados de 2008 fue usado por tiendas de discos como los minoristas en línea Juno y Beatport. Esos vendedores frecuentemente asocian esto con reediciones de la era original de la música disco, así como con los productores europeos que hicieron música dance fuertemente inspirada por la era original de la música  disco estadounidense, electro , house y otros géneros populares a finales de los setenta y a inicios de los ochenta. También es usado para describir la música en varias discográficas estadounidenses que fueron anteriormente asociadas con los géneros de electroclash y deep house.
Nu, como «leftfield» (que su acepción es «género musical poco usual»), es usado como un calificador para disociar el subgénero de las ideas populares sobre el género disco.
En 2002, The Independent describió el nu-disco como el resultado de la aplicación «tecnología moderna y producción fervorosa» al disco de los setenta y el funk. En 2008, Beatport describió el nu-disco como «todo lo que florece desde los finales de los setenta y a inicios de los ochenta respecto al disco, el boogie, cosmic, Balearic e italo disco», mientras la revista Spin colocó un umlaut en la «u» de «nu», usando el término intercambiablemente con el eurodisco, y citando fuertemente el italo disco así como influencias de electroclash.
El nu-disco es más popular en Europa (especialmente Reino Unido y Francia) y Australia. El género está lentamente haciendo su aparición dentro de la corriente principal de los Estados Unidos y las tiendas musicales de Asia. Los DJ´s productores que hacen uso de este género en el mundo son: Zimmer, Moullinex y Moon Boots.